# 堀井利勝
堀井 利勝（ほりい としかつ、1911年1月18日 - 1975年3月29日）は、昭和時代の労働運動家。日本労働組合総評議会（総評）議長。

## 経歴
北海道十勝郡浦幌町生まれ。1928年国鉄札幌鉄道教習所卒、国鉄札幌鉄道局に入社。1934年国鉄を退社。1935年釧路臨港鉄道に入社、1945年駅長。1946年駅長を辞めて労働組合を結成、初代委員長。北海道交通運輸労連委員長を経て、1950年日本私鉄労働組合総連合会（私鉄総連）副委員長、1956年同委員長。同年9月社会党に入党。1958年全日本交通運輸労働組合協議会（全交運）議長。1966年太田薫の後を受けて日本労働組合総評議会（総評）議長。1970年6月、70年闘争のさなかに国連とUAW（全米自動車労組）共催の国際公害会議「人間環境についての都市化の影響」に出席するため渡米。総評幹事会で決定されたものだったが、太田薫合化労連委員長から70年闘争を軽視するものと批判され、同年8月の大会で岩井章事務局長とともに退陣した。同年総評顧問。社会党では江田派に近かった。
1975年3月29日、脳軟化症のため死去。64歳。